# Samuel C. Sample

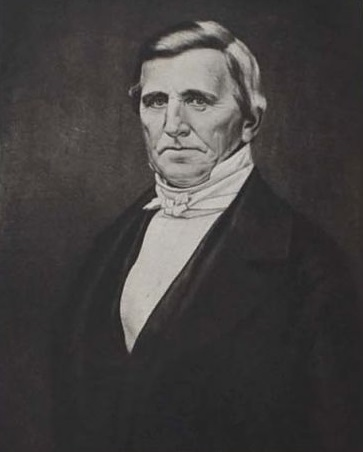
Samuel C. Sample

Samuel Caldwell Sample (* 15. August 1796 in Elkton, Cecil County, Maryland; † 2. Dezember 1855 in South Bend, Indiana) war ein US-amerikanischer Politiker. Zwischen 1843 und 1845 vertrat er den Bundesstaat Indiana im US-Repräsentantenhaus.

## Werdegang
Samuel Sample besuchte die öffentlichen Schulen seiner Heimat und erlernte danach das Schreinerhandwerk. Um das Jahr 1823 kam er mit seinem Vater nach Connersville in Indiana. Nach einem Jurastudium und seiner im Jahr 1833 erfolgten Zulassung als Rechtsanwalt begann er in South Bend in diesem Beruf zu arbeiten. 1834 wurde er Staatsanwalt in seiner neuen Heimat. Zwischen 1836 und 1843 war Sample Richter im neunten Gerichtsbezirk von Indiana. Außerdem wurde er im Bankgewerbe tätig. In dieser Branche wurde er der erste Präsident der First National Bank of South Bend.
Politisch wurde Sample Mitte der 1830er Jahre Mitglied der Whig Party. Bei den Kongresswahlen des Jahres 1842 wurde er im damals neugeschaffenen neunten Wahlbezirk von Indiana in das US-Repräsentantenhaus in Washington, D.C. gewählt, wo er am 4. März 1843 sein neues Mandat antrat. Da er im Jahr 1844 dem Demokraten Charles W. Cathcart unterlag, konnte er bis zum 3. März 1845 nur eine Legislaturperiode im Kongress absolvieren. Diese war von den Diskussionen um eine mögliche Annexion der seit 1836 von Mexiko unabhängigen Republik Texas bestimmt.
Nach seinem Ausscheiden aus dem US-Repräsentantenhaus praktizierte Samuel Sample wieder als Anwalt in South Bend. Dort ist er am 2. Dezember 1855 auch verstorben.